# Adelino Ângelo
Adelino Ângelo Leite de Faria de Lemos Magalhães, (Vieira do Minho, 8 de novembro de 1931) é um pintor português.

## Biografia
Adelino Ângelo, pintor português nascido a 8 de Novembro de 1931 em Vieira do Minho, na residência dos seus pais, que acabou por viver com os seus avós em Guimarães pelo motivo do seu pai ser Juiz e Conservador do Registo Predial que não o permitia ter residência permanente. Estudou desde a Escola Primária até ao sétimo ano (décimo segundo atual) em Guimarães, como os seus pais não queriam que ele seguisse as Artes, aos 17 anos foi para Lisboa e como era excelente a desenho conseguiu vender todos os seus trabalhos que fazia e com o fruto do seu trabalho conseguiu pagar os seus estudos na Escola Superior de Belas Artes em Lisboa, e a alimentação e estadia na pensão do Chiado.
De 1957 a 1961, foi Designer para empresas de estamparia no setor das sedas para alta-costura. De 1961 a 1974, foi Professor na escola Comercial e Industrial Francisco de Holanda em Guimarães. Foi o único Professor em Portugal que enriqueceu o património de uma escola, com painéis dos Reis e personagens do Estado, para imbuir no espírito dos alunos o cultivo da cultura. Estas obras foram pintadas gratuitamente a pedido do Diretor, porque mais nenhum dos seus colegas sabia desenhar mãos e caras, assim como a interpretação da anatomia psicológica.
De 1974 a 1980 foi forçado a refugiar-se em Espanha porque em 1974 foi agredido e insultado por alguns colegas pelo fato de ter pintado o Prof. Doutor António de Oliveira Salazar e os membros do governo na altura. Toda a sua obra é vincada pela fusão da emoção, realização, originalidade e sentido de criação, tornando-se desta forma num ambiente amargo mas ao mesmo tempo mágico para os olhos de quem a contempla. Na opinião de vários críticos de arte portugueses e estrangeiros (César Príncipe, Sérgio Mourão, José Gomes Ferreira, Francisco Pablos, José Alvarez, Pierre Lazareff, Arturo Paloma, etc...) é considerado o maior intérprete da vida cigana a nivel mundial, opiniões estas que estão inscritas em vários livros em Portugal e no Estrangeiro, esta opinião por diversos coleccionadores.
A sua pintura é a consciência sentida, daí que é o protagonista de uma obra dramática por ser o criador. O desenho é a trave mestra da pintura, por isso sua obra é didática, pedagógica e científica, porque se assim não fosse nunca poderia ser o pintor Universal. Mediante esta descrição sobre suas telas, o que lhe é mais importante é conduzir a sociedade à sua purificação onde existem enormes desigualdades e fracturas sociais. Se continua a pintar a dor do ser humano, loucura e os nómadas, então a sua pintura encaixa em pleno no modernismo. Palavras de críticos dizem que Adelino é um psicanalista.

## Exposições
- Exposição de 40 obras, na Casa Museu Adelino Ângelo em Vieira do Minho;

- Exposição no Museu de Lamego;

- Exposição na Casa-Museu Helena e António Seixas e Pinhel;

- Exposição na Escola Francisco Holanda;

- Exposição na União das Misericórdias de Lisboa;

- Algumas obras no Salão Nobre de Cantanhede;

- Algumas obras na União das Misericórdias de Lisboa;

- Exposição na Misericórdia do Porto;

- Exposição na Nossa Senhora de Oliveira em Guimarães;

- Exposição no Vaticano;

- Exposição no Palacete dos Viscondes de Balsemão;

- Exposição na Câmara Municipal de Vieira do Minho;

- Exposição na Câmara Municipal da Povoa de Lanhoso;

- Exposição na Câmara Municipal de Fafe;

- Exposição no Governo Civil de Braga;

- Algumas obras na Sede do PSD de Guimarães;

- Exposição na Catedral Nossa Senhora de Oliveira em Guimarães;

- Exposição no Vaticano Roma | Itália;

- Exposição na Sede do PSD de Guimarães;

- Exposição na APM Associação Paulista de Medicina - São Paulo | Brasil;

- Exposição no Casino da Póvoa - Póvoa de Varzim;

- Exposição na Caja de Ahorros - Vigo | Espanha;

## Homenagens e Acontecimentos Nacionais e Internacionais
- 1971 – Homenagem da Cidade de Guimarães, pelos professores da Escola Francisco Holanda, Liceu de Guimarães, Colégio Egas Moniz e Escola de Felgueiras com jantar no Hotel da Penha, Portugal, em Outubro;

- 1978 - Homenagem da Câmara de Vila Nova de Famalicão | Portugal

- 1980 – Homenagem na Câmara Municipal de Vieira do Minho, Portugal, Dezembro;

- 1981 – Homenagem na Câmara Municipal de Vieira do Minho, Portugal, Março;

- 1987 – Homenagem na Câmara Municipal de Sto Tirso, Portugal, a 27 de Novembro;

- 1995 – Homenagem na Câmara Municipal de Vieira do Minho, Portugal, Outubro;

- 1997 – Homenagem na Sociedade Martins Sarmento em Guimarães, Maio;

- 1998 – Homenagem dos antigos alunos e exposição no Museu Martins Sarmento Guimarães, Junho;

- 2003 – Homenagem no Sporting Club Casino La Coruña, Espanha, a 20 Novembro;

- 2005 – Homenagem da Câmara Municipal do Porto e da Comissão Promotora no Auditório da Biblioteca Almeida Garrett Palácio de Cristal com jantar no Hotel Sheraton Porto, Portugal, em 28 de Outubro

- 2007 – Homenagem da Ordem dos Médicos e de um grupo de amigos com a participação do grupo Coral do Porto no Salão Nobre da Ordem dos Médicos no Porto, Portugal, no dia 13 de Abril

- 2007 – Homenagem da Ordem dos Médicos e de um grupo de amigos com a participação do grupo Coral do Porto no Salão Nobre da Ordem dos Médicos no Porto, Portugal, no dia 13 de Abril

- 2008 – Homenagem na abertura da nova Pinacoteca da Associação Paulista de Medicina, São Paulo, Brasil, Junho;

- 2008 – Palestra sobre Pintura no Fórum da Câmara de Vila Nova de Famalicão, Portugal, em 17 de Novembro;

- 2009 – Homenagem de Adelino Ângelo prestada ao Diplomata José Gomes Ferreira com oferta de um quadro de minha autoria, no Palacete dos Viscondes de Balsemão no Porto, em 29 de Maio;

- 2011 – Abertura da Casa Museu Adelino Ângelo em Vieira do Minho a 17 de Julho;

- 2011 – “Saber Ouvir” de Miguel Leite com Miguel Campinho e Adelino Ângelo com o tema “Richard Wagner” no auditório do Museu D. Diogo de Sousa em Braga e 23 de Julho;

- 2011 – Descerramento do Busto na Casa Museu Adelino Ângelo em Vieira do Minho a 6 de Novembro;

- 2012 - Diálogos Improváveis entre Adelino Ângelo e Renato Diz na Fundação Eng. António de Almeida, Porto a 29 de Dezembro;

- 2013 – Homenagem de Adelino Ângelo prestada ao Prof. Doutor Daniel Serrão com oferta de um quadro de minha autoria, na Ordem dos Médicos do Porto, em 13 de Abril;

- 2014 – Homenagem na Associação Paulista de Medicina, São Paulo, Brasil, Dezembro;

- 2015 – Atribuição da Medalha da Cidade de Cantanhede em 25 de Julho;

- 2015 – Homenagem dos Poetas de “Hora da Poesia” na Casa Museu Adelino Ângelo em 7 de Novembro;

- 2015 – Improvisos de Maestro António Vitorino de Almeida sobre algumas obras minhas no Conservatório de Música de Puteaux, Paris em 10 de Setembro;

- 2015 – Homenagem de Adelino Ângelo prestada a Dom Manuel Martins, Bispo Emérito de Setúbal com oferta de um quadro de sua autoria, em 14 de Novembro.

- 2017 – Homenagem do Senado e Universidade Sorbonne, Paris em 7 de Dezembro.

- 2018 – Homenagem e entrega de medalha pelos amigos da Marinha Brasileira, em Lisboa, em 24 de Março de 2018.

## Algumas das Exposições Nacionais e Internacionais[4]
8 Bienais Internacionais
- 1976 – Salão de Arte Caja de Ahorros Municipal de Vigo, Espanha, de 8 a 17 Junho

- 1976 – Salão Nobre da Liga dos Combatentes no Porto, Portugal, de 1 a 30 Dezembro

- 1976 – Sociedade Nacional das Belas Artes em Lisboa, Portugal, de 13 de Abril a 2 de Maio

- 1977 – Salão Nobre Ateneu Comercial Porto, Portugal, de 5 a 13 Novembro

- 1977 – Jornal “O Primeiro de Janeiro” no Porto, Portugal, 24 de Fevereiro a 2 de Março

- 1978 – Jornal “O Primeiro de Janeiro” no Porto, Portugal, 28 de Fevereiro a 7 de Março

- 1978 – Sociedade Nacional de Belas Artes em Lisboa, Portugal, 10 a 19 de Abril

- 1980 – Câmara Municipal de Vieira do Minho, Portugal, de 8 a 16 de Dezembro

- 1981 – Câmara Municipal de Vieira do Minho, Portugal, de 14 a 22 de Março

- 1983 – Direcção Geral da Comunicação no Porto, Portugal, de 24 de Março a 5 de Abril

- 1984 – Salão Nobre Ateneu Comercial do Porto, Portugal, 5 a 20 de Maio

- 1986 – Câmara Municipal de Vila Nova Famalicão, Portugal, 12 a 20 de Julho

- 1987 – Câmara Municipal de Santo Tirso, Portugal, de 27 de Novembro a 6 de Dezembro

- 1988 – Museu Martins Sarmento em Guimarães, Portugal, de 31 de Janeiro a 20 de Fevereiro

- 1988 – Salão Nobre Liga dos Combatentes no Porto, Portugal, de 1 a 30 Dezembro

- 1989 – Monumental Casino da Póvoa de Varzim, Portugal, 15 de Agosto a 5 de Setembro

- 1990 – Monumental Casino da Povoa de Varzim, Portugal, 22 de Agosto a 15 de Setembro

- 1992 – Monumental Casino da Povoa de Varzim, Portugal, 1 a 15 de Agosto

- 1992 – Paço dos Duques de Bragança em Guimarães, Portugal, 1 a 10 de Dezembro

- 1993 – Museu Grão Vasco em Viseu, Portugal, de 28 de Agosto a 26 de Setembro

- 1993 – Câmara Municipal de Vieira do Minho, Portugal, de 7 a 15 de Outubro

- 1994 – Salão Nobre Ateneu Comercial do Porto, Portugal, de 5 a 13 de Novembro

- 1994 – Biblioteca Municipal de V. N. De Famalicão, Portugal, de 9 a 18 de Dezembro

- 1995 – Câmara Municipal de Vieira do Minho, Portugal, de 7 a 15 de Outubro

- 1997 – Sociedade Martins Sarmento em Guimarães, Portugal, de 24 de Maio a 1 de Junho

- 1997 – Sala Nobre do Ateneu Comercial do Porto, Portugal, de 27 de Outubro a 3 de Novembro

- 2001 – Museu Nogueira da Silva em Braga, Portugal, de 20 a 28 de Maio

- 2002 – Salão Nobre da Liga dos Combatentes no Porto, Portugal, de 5 a 24 de Abril

- 2003 – Salão Nobre da Liga dos Combatentes no Porto, Portugal, de 12 a 19 de Abril

- 2003 – Museu Nogueira da Silva em Braga, Portugal, de 20 a 28 de Maio

- 2003 – Sporting Club Casino La Coruña, Espanha, de 20 Novembro a 20 de Dezembro

- 2004 – Museu Municipal de Ourense, Espanha, de 19 de Março a 17 de Abril

- 2004 – Livraria Lello no Porto, Portugal, de 23 Abril a 12 Maio

- 2004 – Banco Caixanova em Pontevedra, Espanha, de 14 a 29 de Maio

- 2004 – Palácio Porto Covo da Bandeira, antiga embaixada Inglesa em Lisboa, Portugal,de 1 a 17 de Outubro

- 2005 – Museu da Câmara Municipal de Barcelos, Portugal,22 de Abril a 3 de Maio

- 2005 – Ordem dos Médicos no Porto, Portugal, de 5 a 31 de Maio

- 2005 – Museu do Sardoal em Sardoal, Portugal, 16 de Novembro a 4 de Dezembro

- 2006 – 1º Congresso de Gerontologia Ibérico no Auditório Vieira do Minho, Portugal, 11a 12 de Maio, tema “Demência e Envelhecimento Rural”

- 2006 - Inauguração do Museu e Ópera de Miami. EUA uma amostra, de 9 a 11de Outubro

- 2007 - 1º Foro Internacional de Xerontoloxia em Ourense, Espanha, de 16 a 18 de Novembro

- 2007 – Museu da Associação Empresarial da Região de Setúbal, Portugal, de 10 de Fevereiro a 10 de Março

- 2007 – Ordem dos Médicos no Porto, Portugal, de 13 de Março a 14 de Abril

- 2007 – Ordem dos Médicos em Lisboa, Portugal, de 16 Abril a 5 de Maio

- 2008 – Inauguração da nova Pinacoteca da Associação Paulista de Medicina, São Paulo,Brasil, 4 de Junho a 18 de Julho

- 2010 – Centro Marítimo de Esposende, 16 a 30 de Junho

- 2010 – Museu Martins Sarmento em Guimarães, 15 a 31 de Outubro

- 2010 – Clube Literário do Porto de 17 a 31 de Dezembro

- 2011 - Assembleia de Guimarães de 29 de Abril a 10 de Maio

- 2013 - Exposição Biblioteca Municipal de Barcelos de 23 de Fevereiro a 23 de Março

- 2013 - Exposição na Ordem dos Médicos Porto de 13 a 30 de Abril

- 2014 – Exposição na Associação Paulista de Medicina, São Paulo de 4 de Dezembro a 27 de Fevereiro de 2015

- 2016 – Exposição no Museu da Pedra, Casa da Cultura de Cantanhede, de 14 de Maio a 10 de Julho

- 2017 - Exposição no Salão Péreteil na Universidade de Sorbonne, em Paris, em 8 de Dezembro.

## Retratos por encomenda (mais de 2.200 retratos)[5]
Igreja, Ministros, Presidentes e Reis:
- Sua Santidade o Papá D. João Paulo II (Vaticano);
- Presidente da União das Misericórdias Portuguesas, Doutor Victor Melícias;
- Cardeal Dom Monteiro de Castro (Vaticano);
- Eminentíssimo Cardeal Casaroli;
- Bispo Dom Serafim de Sousa Ferreira e Silva;
- Reverendo Padre Luís de Gonzaga;
- Dom J. Alvarez Velásquez;
- Cónego Eduardo Melo;
- Monsenhor Peres Alonso;
- Dom José Maria Peres;
- Reverendo Padre C. Hermenegildo Mesquita;
- Dom António Ribeiro;
- Padre Manuel Borba;
- Ex-Presidente da Republica Dr. Mário Soares;
- Ex-Governador Civil Santos da Cunha;
- Ex-Primeiro Ministro Dr. Sá Carneiro;
- Comendador da Instrução Pública Doutor Aurélio Fernandes;
- Comendador José da Costa Pereira Serra;
- Ex-Ministra Dr.a Leonor Beleza;
- Ex-Ministro Dr. Bagão Félix;
- Sua Santidade o Papá D. João Paulo II (Igreja Nossa Senhora de Oliveira, Guimarães);
- General Norton de Matos;
- Prof. Doutor Oliveira Salazar;
- Todos os Reis da História de Portugal;
- Prof. Doutor Marcelo Caetano;
- Ex-Presidente da Republica Almirante Américo Tomás;
- Ex-Ministro Marcelo Rebelo de Sousa (Pai);
- Ex-Ministro Dr. Veiga Simão;
- Presidente da junta da Galicia Don Manuel Fraga Iribarne;
- Embaixador António Leite de Faria;
- Sua Majestade o Rei de Espanha Dom Juan Carlos;
- Dom Manuel Martins.
Médicos, Intelectuais e Artistas:

- Prof. Doutor Álvaro Rodrigues (Cirurgião);
- Prof. Doutor Fonseca e Castro (Pediatra);
- Prof. Doutor José Lopes dos Santos (Cirurgião);
- Prof. Doutor Mário Reis (Urologista);
- Prof. Doutor Egas Moniz (Prémio Nobel da Medicina);
- Prof. Doutor José Cunha Vaz (Cientista em Oftalmologia);
- Dr. Metello Seixas (Médico);
- Dr.a Patrícia Ribeiro (Psicanalista);
- Conselheiro David King (Cientista);
- Dr. Lacerda e Megre (Ex-Diretor da P.J.);
- Prof. Doutor Barroso da Fonte (Mestre em Cultura Portuguesa);
- Dr. Pedro Homem de Mello (Professor e Poeta);
- Diplomata Dr. José Gomes Ferreira (Escritor e Poeta);
- Prof. Doutor J. Figueira Valverde (Historiador e Diretor do Museu de Pontevedra);
- Torrente Valastter (Escritor);
- Prof. Doutor José Nuno Pereira Pinto (Advogado e Poeta);
- Jornalista A Garibalde (Poeta);
- Jornalista Dora Granado Correia da Silva (Escritora);
- Jornalista Isaura Correia da Silva (Escritora);
- Jornalista Marília Coimbra;
- Jornalista Carlos Robion;
- Jornalista e crítico de arte Anabel Paul (Poeta);
- Jornalista e crítico de arte César Príncipe (Escritor);
- Diretor da Escola Francisco de Holanda, António de Azevedo;
- Diretor da Escola Francisco de Holanda, Daniel Sá;
- Cineasta Orson Welles;
- Atriz Gwyneth;
- Ministro da Venerável Ordem, Belmiro Jordão;
- Prof. Doutor Daniel Serrão;
- Prof. Doutor José Luís Amaral (Ex. Presidente da Organização Mundial da Saúde);
- Prof. Doutor Arturo Guido Palomba (Dir. Cultural da Associação Paulista de Medicina,
psiquiatra forense);
- Dom Manuel Martins, Bispo Emérito de Setúbal.

## Livros publicados sobre Adelino[4]
- “O Pintor Adelino Ângelo” por A. Garibaldi (Da Academia Ideale del Poeti d ´Italia), em 1965
- “Adelino Ângelo - O Artista Nasce Artista! não se faz....”, por Isaura Correia dos Santos(Professora, Jornalista, Escritora e Critica de Arte), em 1975
- “50 Anos de Pintura Adelino Ângelo”, por Dr. Carlos Camposa, Prof. Doutor Aurélio
- Fernando, Jaime Ferreira e Sérgio Mourão, prefácio de Pierre Lazareff, Diretor do “FranceSoir”, em 1987
“Colecção de XX Postais Ilustrados”, por Álvaro Jorge (Editor), em 01-08-1989
- “Trabalhos de Iconografia ao Abandono” (obra sobre ao quadros que estão guardadas no sótão da Escola Francisco de Holanda em Guimarães), por Dr. Carlos Camposa (Advogado e Escritor), em 1991
- “Vida e Obra - Adelino Ângelo”, por Sérgio Mourão (Jornalista e Critico de Arte), em1992
- “Valverde” (Director do Museu de Ponte Vedra em Espanha), em1994
- “Homenagem de Portugal ao Mestre Adelino Ângelo”, por Álvaro Jorge (Editor), em1997
- “A Arte e a magia nos Desenhos e na Obra do Mestre Adelino Ângelo”, por J. Figueira
- “A Outra Face do Mestre Adelino Ângelo”, Por Prof. Doutor Barroso da Fonte (Mestre em Cultura Portuguesa e Director do Paço dos Duques de Bragança), em 1998
-“Obra e Inéditos I”, por Sérgio Mourão (Jornalista e Critico de Arte), em 23 de Maio de 2003
-“Obra e Inéditos II”, por Sérgio Mourão (Jornalista e Critico de Arte), em Fevereiro 2004
-“Pasta com 16 Desenhos a Lápis”, por Estratégias Criativas, em Dezembro 2007
-“O Pincel Pessoano”, por Maria Antónia Jardim, em Outubro 2010
-“Casa Museu Adelino Ângelo”, por Francisco Pablo (Real Academia das Belas Artes de Espanha, Prof. e Critico de Arte)
-“Museu Adelino Ângelo”, por Prof. Doutor Fernando António Baptista Pereira(Investigador os Museus Municipais de Setúbal por protocolo celebrado com a Fundação da Universidade de Lisboa e Prof. Doutor da Escola Superior das Belas Artes)
-“Biografia do Mestre Adelino Ângelo”
-“Poemas e Dedicatórias feitas ao Mestre Adelino Ângelo”, por Dr. António Nova (Critico Literário e de Arte)
-1992 Lançamento do livro «Vida e Obra de Adelino Ângelo», Paço dos Duques de Bragança em Guimarães, 1 de Dezembro
-2003 Lançamento do livro «Obra e Inéditos» 1a Edição no Museu Nogueira da Silva em Braga, Portugal, a 20 de Maio
-2004 Lançamento do livro «Obra e Inéditos de Adelino Ângelo » 1a Edição na Livraria Lello no Porto, Portugal, a 23 Abril
-2004 Lançamento do livro «Obra e Inéditos de Adelino Ângelo » 1a Edição Palácio Porto Covo da Bandeira, Antiga Embaixada Inglesa em Lisboa, Portugal, a 1 de Outubro
-2010 Lançamento do livro «O Pincel Pessoano» no Museu Martins Sarmento em Guimarães, a 15 de Outubro
-2010 Lançamento do livro «O Pincel Pessoano» no Clube Literário do Porto a 17 de Dezembro
-2011 Lançamento do Vídeo Biográfico em Vieira do Minho no dia 26 de Março do Mestre Adelino Ângelo
-2011 - Lançamento do Vídeo Biográfico na Assembleia de Guimarães a 29 de Abril do Mestre Adelino Ângelo

## Livros com ilustrações das suas pinturas[4]
- “Livro de Sonho”, por Joaquim Ferreira da Silva;

- “Recortes”, por Dr. Aurélio Fernando em 2000;

- “Devorista”, por Sérgio Mourão em 1997;

- “Pensamentos”, por Dr. Aurélio Fernando;

- “Nos alvores da Teologia”, por Dr. Aurélio Fernando em 1990;

- “Salazar”, por Prof. Dr. Torquato de Sousa Soares em 1987;

- “História das Aparições” pela editora Solivros, Com um estudo introdutório de Sua Ex Reverendíssima D. Serafim de Sousa Ferreira e Silva, Bispo de Fátima em 1997;

- “40 Anos de poesia”, por Dr. Aurélio Fernando em 1992;

- “Poesia Solar”, por Dr. Aurelino Costa em 1992;

- “Contas à Vida” por Dr. Aurélio Fernando em 1997;

- “O Evangelho de Jesus Cristo segundo a poesia”, por Dr. Aurélio Fernando em 1996;

- “Na raiz do tempo”, por Dr. Aurelino Costa em 2000;

- “Entre portugueses no mundo sem fronteiras - Homenagem a Maria Lamas em 2012;

- “Livro de Ouro do Município de Cantanhede” em 2015.